# Kurtis Kraft
Kurtis Kraft je bila američka tvrtka koja je dizajnirala i proizvodila trkaće automobile.
Tvrtku je osnovao Frank Kurtis (Franjo Kuretić), kada je izradio šasiju za svoj vlastiti trkaći automobil 1938. Tvrka je izgradila oko 550 midget bolida koji su dominirali tadašnjim automobilističkim utrkama u Sjedinjenim Američkim Državama. Od 33 vrste tih bolida koji su konstruirani, njih čak 21 ostvarila je pobjede na raznim utrkama. Na 500 milja Indianapolisa od 1949. do 1965., čak 120 njihovih bolida nastupala su na utrkama. Kurtis Kraft bolidi Indianapolis su osvajali 5 puta.

## Vanjske poveznice
- Frank Kurtis Hrvatska tehnička enciklopedija, portal hrvatske tehničke baštine. LZMK